# Homayoun Ershadi
Homayoun Ershadi (in persiano همایون ارشادی‎, Homāyun Eršādi; Isfahan, 25 marzo 1947) è un attore iraniano.

## Biografia
Figlio di un soldato dell'esercito iraniano, ha svolto il servizio militare di leva per due anni. Si è poi laureato in architettura in Italia, allo IUAV, aprendo quindi uno studio professionale nel suo Paese. A quasi cinquant'anni è stato notato mentre aspettava fermo a un semaforo a Teheran dal regista Abbas Kiarostami, all'epoca in cerca di un attore non professionista per il ruolo principale nel film Il sapore della ciliegia (1997).
Il successo della pellicola ha indotto Ershadi a dedicarsi interamente alla recitazione. Al di fuori del cinema iraniano, è noto per aver impersonato il padre del protagonista ne Il cacciatore di aquiloni (ruolo per il quale ha dovuto imparare il dari) , lo schiavo Aspasio in Agora e il terrorista di al-Qāʿida Hassan Ghul in Zero Dark Thirty.

## Vita privata
Ha tre figli: due maschi e una femmina.

## Filmografia parziale

Homayoun Ershadi nel film Il sapore della ciliegia

- Il sapore della ciliegia (Ta'm-e gilās...), regia di Abbas Kiarostami (1997)
- Il cacciatore di aquiloni (The Kite Runner), regia di Marc Forster (2007)
- Agora, regia di Alejandro Amenábar (2009)
- Zero Dark Thirty, regia di Kathryn Bigelow (2013)
- La spia - A Most Wanted Man (A Most Wanted Man), regia di Anton Corbijn (2014)
- Ali and Nino, regia di Asif Kapadia (2016)

## Doppiatori italiani
- Fabrizio Temperini in Il sapore della ciliegia
- Massimo Rossi in Il cacciatore di aquiloni
- Rodolfo Bianchi in Agora
- Angelo Maggi in Zero Dark Thirty
- Hossein Taheri in La spia - A Most Wanted Man